# Amélie Bosquet

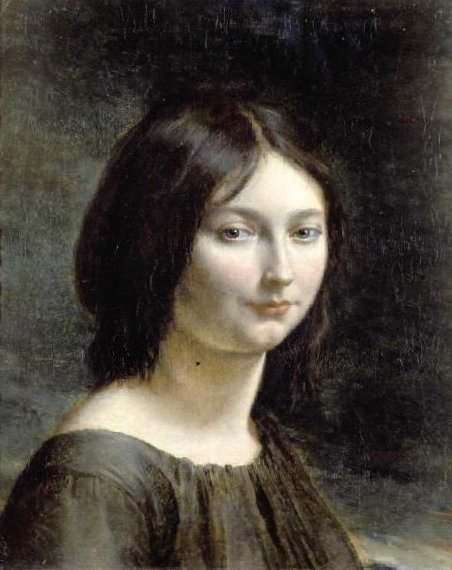
Jean-Baptiste Parelle: Portrait von Amélie Bosquet mit 14 Jahren

Amélie Bosquet (* 1. Juni 1815 in Rouen; † 26. März 1904 in Neuilly-sur-Seine) war eine traditionalistische französische Schriftstellerin, die als Pionierin der französischen Legendenliteratur gilt, und eine Feministin.

## Leben
Amélie Bosquet wurde als uneheliches Kind geboren und begann ihre Schulausbildung im Institut Mlle. Chevalier in Rouen. Sie beschrieb diese Zeit später in dem Artikel Une écolière sous la Restauration. Fragments de mémoires inédits (Ein Schulmädchen während der Restauration. Unveröffentlichte Erinnerungsfragmente) in der La Revue politique et littéraire (Revue bleue).
Sie begann als Schriftstellerin um 1834 in der Revue de Rouen mit einer Reihe von Legenden über Bonsecours und die Umgebung von Rouen. Dies war eine Vorgeschichte zu dem bedeutenden, mehrfach neu aufgelegten Werk, das 1845 bei Techener und Le Brument erschien: La Normandie romanesque et merveilleuse ; traditions, légendes et superstitions populaires de cette province (Die romantische und wunderbare Normandie; Traditionen, Legenden und volkstümlicher Aberglaube dieser Provinz). In diesem Werk sammelte und kommentierte sie die Traditionen, Legenden und den Aberglauben des normannischen Landes. Später leitete sie unter der Mitarbeit von Raymond Bordeaux die große monumentale Publikation La Normandie illustrée. Monuments sites et costumes (Die Normandie in Bildern. Denkmäler, Stätten und Kostüme), mit den Lithographien von Pierre Henri Charpentier.
1846 begann sie ihre belletristische Arbeit mit dem Roman Rosamonde. Von ihren Werken (siehe Werksliste) sind insbesondere Une femme bien élevée (Eine wohlerzogene Frau) und Jacqueline de Vardon zu erwähnen. Das Letztere wurde in Le Temps veröffentlicht und von Gustave Flaubert wohlwollend erwähnt.
Sie lernte Gustave Flaubert in der Stadtbibliothek von Rouen kennen. Ihre Beziehung endete jedoch, als Flaubert sich 1869 in L’Éducation sentimentale über die feministische Anschauung lustig machte.
1892 schenkte sie auf Vermittlung des Kunstkritikers Alfred Darcel der Bibliothek von Rouen eine Sammlung von Autographen von George Sand, Charles-Augustin Sainte-Beuve, Jules Champfleury, Émile Deschanel, Maxime Du Camp, Alfred-Auguste Cuvillier-Fleury, Joseph Méry und des Sammlers Sauvageot. Dabei befindet sich auch eine Reihe von Briefen von Gustave Flaubert, der die Romanautorin George Sand vorgestellt hatte. Zusammen mit diesen Autographen, die von Zeichnungen begleitet wurden, schenkte Amélie Bosquet dem Museum von Rouen ihr Porträt, das von dem Künstler Jean-Baptiste Parelle aus Rouen gemalt wurde.
Als überzeugte Feministin war sie Mitarbeiterin der Zeitung Le Droit des femmes (Die Rechte der Frauen). Sie war Mitglied des zentralen Führungsausschusses der Association pour le droit des femmes. Amélie Bosquet zog sich 1892 in das Altersheim Galignani in Neuilly zurück, wo sie im März 1904 im Alter von achtundachtzig Jahren starb. Sie war Trägerin des Ordre des Palmes Académiques (Offizier).

## Werke

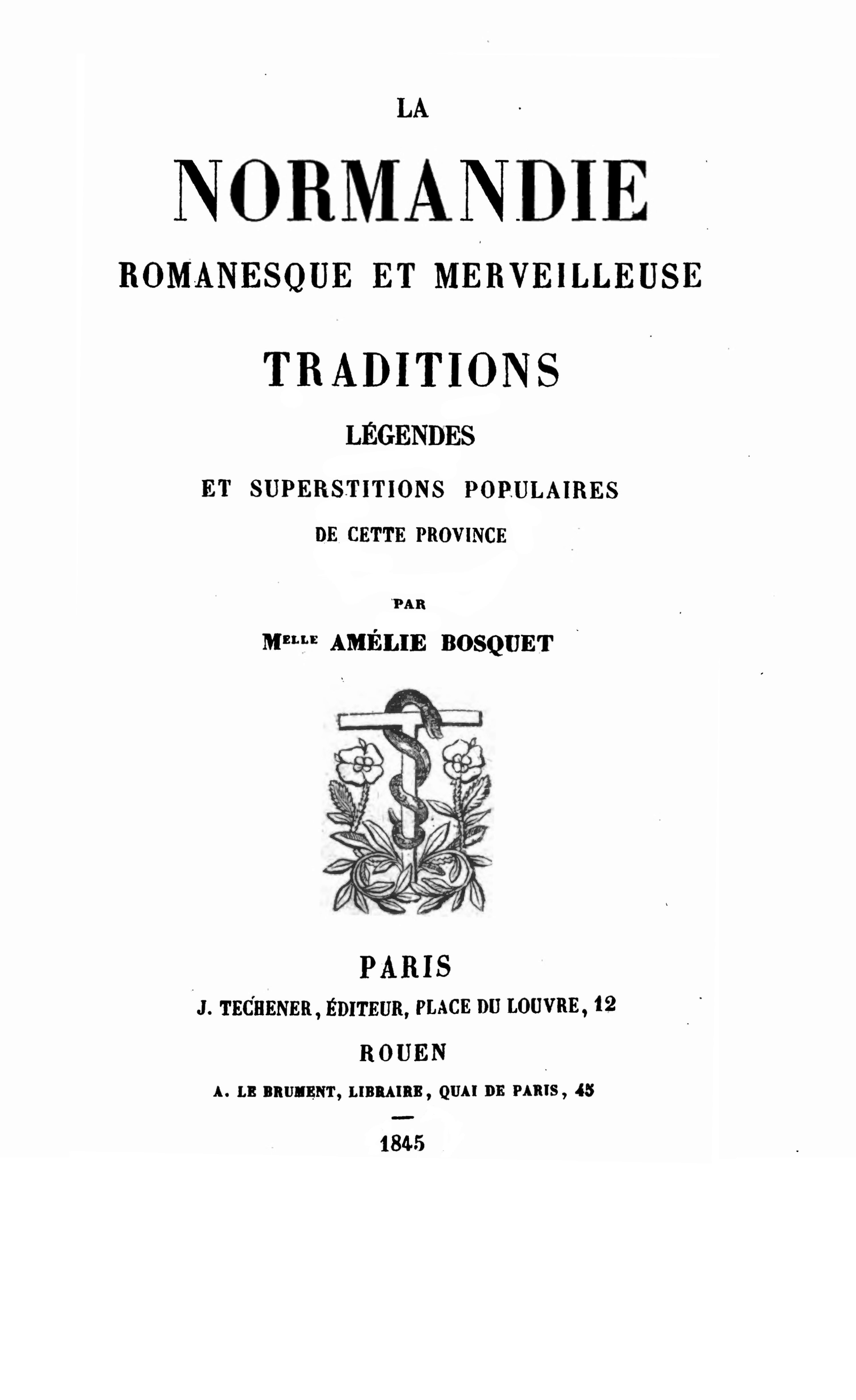
La Normandie romanesque

- La Normandie romanesque et merveilleuse ; traditions, légendes et superstitions populaires de cette province. Techener und Le Brument, 1845 (google.de).
  - Neuausgabe 2018, BnF collection ebooks, ISBN 978-2-34613-754-1 (Google books).
- Amélie Bosquet, Raymond Bordeaux, Antoine Charma, Léon de La Sicotière, Julien Travers, Édouard Le Héricher: La Normandie illustrée monuments, sites et costumes ... Charpentier père, fils et Cie, 1852 (google.de).
- Espoir : poésies nouvelles (mit Th.-É. Lebreton), Périaux, 1845 Google books.
- Rosemonde, impr. A. Péron, 1846.
- Une victime de Boileau Pradon, né à Rouen, 1847.
- Jacqueline de Vardon, 1852.
- Une passion en province, suivi de Maria, Méline, Cans et Cie, 1858.
  - Neuausgabe 2022, Hachette Livre Bnf, ISBN 978-2-32984-493-0.
- Une femme bien élevée, A. Faure, 1867.
  - Neuausgabe 2021, Blurb Incorporated, ISBN 978-1-00606-456-2.
- Le Roman des ouvrières, A. Faure, 1868, Google books.
  - Neuausgabe 2021, Éditions L’Écho des vagues, ISBN 978-2-91861-647-4.
- Les Trois Prétendants, Sartorius, 1874.
  - Neuausgabe 2013 Hachette Livre Bnf, ISBN 978-2-01296-981-0.
- Une villégiature. Séraphine et Léonie. Les Oiseaux de Berthe, Didier, 1877.
  - Neuausgabe 2015, Hachette Livre – BNF, ISBN 978-2-01191-855-0.
- Entre deux trains, impr. de Chaix, 1887.
- Une écolière sous la Restauration. Fragments de mémoires inédits. In: Revue bleue. 21. August 1897 (retronews.fr).
- Légendes de Normandie, kritische Ausgabe 2008 von Françoise Morvan, Ouest-France, ISBN 978-2-73734-482-4.